# Kabinett Irmak
Das Kabinett Irmak war die 38. Regierung der Türkei, die vom 17. November 1974 bis zum 31. März 1975 durch Ministerpräsident Sadi Irmak geleitet wurde.
Die Wahl zur Nationalversammlung in der Türkei 1973 gewann überraschend die Cumhuriyet Halk Partisi (CHP) von Bülent Ecevit. Obwohl der ehemalige Ministerpräsident Süleyman Demirel als Favorit in die Wahl gegangen war, konnte die CHP die Mehrheit erringen, während die Adalet Partisi (AP) massiv verlor. Die von Ecevit-Gegnern und traditionalistischen Kemalisten gegründete Cumhuriyetçi Güven Partisi (CGP) kam nur auf 5,3 Prozent. Necmettin Erbakan konnte die 1971 verbotene pro-islamische Partei Millî Nizam Partisi 1972 unter dem Namen Millî Selamet Partisi (MSP) neu gründen und erhielt auf Anhieb 11,8 Prozent.:97 f.
Staatspräsident Fahri Korutürk beauftragte Ecevit mit der Regierungsbildung, die sich allerdings schwierig gestaltete. Ecevit hatte der kemalistischen Partei gegen den Willen konservativer Kräfte ein gemäßigtes linkes und sozialdemokratischen Programm verordnet. Die meisten Parteien konnten mit dem sozialreformerischen Kurs der CHP allerdings nicht viel anfangen. Erst im Januar 1974 einigten sich CHP und MSP überraschend auf ein Regierungsprogramm, das allerdings keine großen Reformen enthielt. Einigen konnte man sich nur auf die Etablierung einer sozialen Wirtschaft mit staatlich gelenkter Entwicklungsplanung und mehr sozialer Gerechtigkeit. Die stark gestiegene Arbeitslosigkeit konnte die neue Regierung nicht eindämmen.:99
Die kurze Regierungszeit der Koalition war geprägt von der immer stärker aufflammenden Gewalt linksrevolutionärer Gruppen und rechtsextremistischer Kommandos der Grauen Wölfe, die das Land mit Terror überzogen und der Zypernkrise, in deren Verlauf die Türkei zum Schutz der zypriotischen Türken einen Teil der Insel besetzte.:99 In den folgenden Wochen kam es zu stärkeren Meinungsverschiedenheiten zwischen Ecevit und Erbakan. Ecevit kündigte die Koalition am 18. September 1974 in der Hoffnung auf, bei vorgezogenen Neuwahlen einen Sieg zu erzielen. Aufgrund der gewachsenen Popularität von Ecevit wegen des Zypernkonflikts wollten die anderen Parteien eine Wahl allerdings nicht riskieren. Auf der Suche nach neuen Mehrheiten war das Land mehrere Monate ohne handlungsfähige Regierung. Am 17. November wählte das Parlament mit dem unabhängigen Juristen und Senator Sadi Irmak zwar einen neuen Ministerpräsidenten mit einem Minderheitskabinett aus CGP und Unabhängigen, das allerdings zum Spielball der großen Parteien wurde und so kaum handlungsfähig war.:99 f. Nur wenige Monate später verkündete Demirel Ende März 1975 eine Einigung zwischen seiner Adalet Partisi, der MSP, der CGP und der rechtsnationalen MHP von Alparslan Türkeş.

## Minister
| Titel                                                   | Name                  | Partei |
| ------------------------------------------------------- | --------------------- | ------ |
| Ministerpräsident                                       | Sadi Irmak            |        |
| Stellvertretender Ministerpräsident                     | Zeyyat Baykara        |        |
| Staatsminister                                          |                       |        |
| Mehmet Özgüneş                                          |                       |        |
| Muhlis Fer                                              |                       |        |
| Salih Yıldız                                            |                       |        |
| Justizminister                                          | Hayri Mumcuoğlu       |        |
| Verteidigungsminister                                   | İlhami Sancar         |        |
| Innenminister                                           | Mukadder Öztekin      |        |
| Außenminister                                           | Melih Esenbel         |        |
| Finanzminister                                          | Bedri Gürsoy          |        |
| Bildungsminister                                        | Sefa Reisoğlu         |        |
| Minister für öffentliche Arbeiten                       | Vefa Tanır            |        |
| Handelsminister                                         | Haluk Cillov          |        |
| Minister für gesundheit und soziale Sicherheit          | Kemal Demir           |        |
| Minister für Zölle und Monopole                         | Baran Tuncer          |        |
| Minister für Ernährung, Landwirtschaft und Tierhaltung  | Reşat Aktan           |        |
| Transportminister                                       | Sabahattin Özbek      |        |
| Arbeitsminister                                         | Turhan Esener         |        |
| Industrieminister                                       | Mehmet Gölhan         |        |
| Tourismusminister                                       | İlhan Eliyaoğlu       |        |
| Kulturministerin                                        | Nermin Neftçi         |        |
| Minister für Bau und Siedlungswesen                     | Selahattin Babüroğlu  |        |
| Minister für Energie und natürliche Ressourcen          | Erhan Işıl            |        |
| Minister für Dörfliche Angelegenheiten und Kooperativen | İsmail Hakı Aydınoğlu |        |
| Forstminister                                           | Fikret Saatçioğlu     |        |
| Minister für Jugend und Sport                           | Zeki Baloğlu          |        |